# ライヴ・クラッシュ
ライヴ・クラッシュ (From Here to Eternity: Live) は1999年に発表されたザ・クラッシュのライブ・アルバムである。

## 概要
バンド自身がライブ盤を好んでおらず、解散後15年たってようやく唯一の公式ライブ・アルバムが発表となった。制作はジョー・ストラマー、ミック・ジョーンズ、ポール・シムノンの3人がザ・クラッシュ名義で行った。
1978年4月30日、ヴィクトリア・パークのロック・アゲンスト・レイシズムのライブから、1982年10月のアメリカツアーまでの音源が収録されている。半数のトラックはトッパー・ヒードン解雇後のライブで収録されており、ドラムはテリー・チャイムズが叩いている。
収録されたトラックは、映画『ルード・ボーイ』や未完の映画『クラッシュ・オン・ブロードウェイ』撮影時の音源、そして最後のアメリカツアーのラジオ放送の音源が主に使用されている。

## 収録曲
特記ない限りストラマー/ジョーンズの作。
1. コンプリート・コントロール (Complete Control) - 3分45秒
2. ロンドンは燃えている! (London's Burning) - 2分3秒
3. ワッツ・マイ・ネーム (What's My Name) （ジョーンズ/レヴィン/ストラマー） - 1分43秒
4. クラッシュ・シティ・ロッカーズ (Clash City Rockers) - 3分30秒
5. 出世のチャンス (Career Opportunities) - 2分6秒
6. ハマースミス宮殿の白人 ((White Man) In Hammersmith Palais) - 4分28秒
7. キャピタル・レディオ (Capital Radio) - 2分58秒
8. 死の街 (City of the Dead) - 2分47秒
9. アイ・フォウト・ザ・ロウ (I Fought the Law) （ソニー・カーティス） - 2分36秒
10. ロンドン・コーリング (London Calling) - 3分29秒
11. ハルマゲドン・タイム (Armagideon Time) （ドッド/ウィリアムス） - 5分5秒
12. トレイン・イン・ヴェイン (Train in Vain) 4分43秒
13. ブリクストンの銃 (Guns of Brixton) （シムノン） - 3分36秒
14. 7人の偉人 (The Magnificent Seven) （ザ・クラッシュ） - 6分9秒
15. 権利主張 (Know Your Rights) （ザ・クラッシュ） - 4分5秒
16. ステイ・オア・ゴー (Should I Stay or Should I Go) （ザ・クラッシュ） - 3分14秒
17. ストレイト・トゥ・ヘル (Straight to Hell) （ザ・クラッシュ） - 7分24秒

### 収録地
- ヴィクトリア・パーク、ロンドン （1978年4月30日） - #2
- ミュージック・マシーン、ロンドン （1978年7月28日） - #3
- ライシアム、ロンドン （1978年12月28日） - #8,#9
- ルイシャム・オデオン、ロンドン （1980年2月18日） - #7, #11
- ボンズ・インターナショナル・カジノ、ニューヨーク （1981年6月13日） - #1, #12, #13
- オーフィアム、ボストン （1982年9月8日） - #4, #6, #10, #14 - #17
- シェイ・スタジアム、ニューヨーク （1982年10月13日） - #5

## メンバー
- ジョー・ストラマー - ボーカル、ギター
- ミック・ジョーンズ - ギター、ボーカル
- ポール・シムノン - ベース、ボーカル (#13)
- トッパー・ヒードン - ドラムス
- テリー・チャイムズ - ドラムス (#5, #6, #10, #14 - #17)
- ミッキー・ギャラガー - キーボード (#11)
- マイキー・ドレッド - ボーカル (#11)